# جنگل بوکن
جنگل بوکن (به فرانسوی: Forêt de Bouconne) یک جنگل در فرانسه است که در اوت-گارون واقع شده‌است.